# 池場駅
池場駅（いけばえき）は、愛知県新城市池場字渡津呂にある、東海旅客鉄道（JR東海）飯田線の駅である。

## 概要
愛知県の豊橋駅と長野県の辰野駅を結ぶ飯田線の中間駅（途中駅）の一つである。駅所在地は新城市であるが、新城市と北設楽郡東栄町の境界に位置する。利用者はごく僅か（1999年度時点で乗車人員は1日平均約10人）であり、一部普通列車も通過する。
開設は1946年（昭和21年）のことである。長く日本国有鉄道（国鉄）の駅であったが、1987年（昭和62年）にJR東海に移管されて現在に至っている。なお現在の駅は2代目で、三信鉄道時代に初代池場駅が存在した。
隣の三河川合駅との駅間標高差は飯田線内で最大である。

## 歴史
当駅には初代と2代目がある。初代は1936年（昭和11年）11月、現在のJR飯田線中部に当たる三河川合 - 天竜峡間を運営していた三信鉄道によって開設された。正規名称を「池場停留場」と言った。1943年（昭和18年）8月に三信鉄道が買収・国有化されて国鉄飯田線の一部とされた際、この池場停留場は廃止された。
2代目は、初代駅廃止から3年後の1946年（昭和21年）12月に、国鉄によって新設された。初代同様新設業当初から旅客営業のみの旅客駅で、貨物は取り扱っていなかった。大きな変化がないまま1987年4月の国鉄分割民営化を迎え、JR東海に継承された。

### 年表
- 1936年（昭和11年）11月2日：三信鉄道の池場停留場として開設[2]。
- 1943年（昭和18年）8月1日：三信鉄道が国鉄飯田線として国有化された際に廃止[2]。
- 1946年（昭和21年）12月1日：国鉄により池場駅として再開設[2]。
  - 当時は、東海道本線浜松・名古屋間の各駅、飯田線の各駅、中央本線上諏訪 - 塩尻間の各駅と、篠ノ井線松本駅を発着する旅客のみ取扱った[2]。
- 1952年（昭和27年）12月2日：旅客取扱制限撤廃[2]。
- 1987年（昭和62年）4月1日：国鉄分割民営化に伴い、JR東海に移管[2]。

## 駅構造
単式ホーム1面1線の地上駅である。上下双方の列車が同じホームに発着する。
駅舎はなく、直接ホームに入る形になっている。無人駅（駅員無配置駅）であり、管理駅（駅長配置駅）である豊川駅管理下に置かれている。

## 停車列車
2010年3月改正時点で、下り（中部天竜方面行）は1日12本（ほぼ1 - 3時間に1本）、上り（豊橋方面行）は11本（ほぼ1 - 4時間に1本）の列車が設定されている。発着する列車はいずれも普通列車である。特急「伊那路」や上りに1本設定されている快速列車は通過するほか、上りの普通列車1本も通過する。

## 駅周辺
- 国道151号

## 隣の駅
東海旅客鉄道（JR東海）
CD 飯田線
■快速
通過
■普通（一部の列車は通過）
三河川合駅 - 池場駅 - 東栄駅